# إيان لوثر
إيان لوثر (بالإنجليزية: Ian Lawther)‏ هو لاعب كرة قدم بريطاني في مركز الهجوم، ولد في 20 أكتوبر 1939 في بلفاست في المملكة المتحدة، وتوفي في 25 أبريل 2010 في أكسفورد في المملكة المتحدة. شارك مع منتخب أيرلندا الشمالية لكرة القدم. أما مع النوادي، فقد لعب مع بانغور سيتي وبلاكبيرن روفرز وستوكبورت كونتي وسكونثورب يونايتد ونادي برينتفورد ونادي سندرلاند ونادي كروسيدرز ونادي هاليفاكس تاون.